# Desmopachria lineata
Desmopachria lineata (лат.) — вид жуков-плавунцов рода Desmopachria из подсемейства Hydroporinae (Dytiscidae). 

## Распространение
Встречаются в Южной Америке: Венесуэла (Amazonas State, Bolivar State).

## Описание
Жуки мелких размеров; длина 2,6—2,8 мм. Дорсальная поверхность головы, переднеспинки и надкрылья красно-коричневые, умеренно равномерного цвета по всей поверхности. Головные придатки, передние и средние ноги и вентральные поверхности головы и проторакса оранжевые; остальные вентральные поверхности красные. Этот вид отличается крупной пунктировкой на переднеспинке и надкрыльях с многочисленными точками на надкрыльях, расположенными в характерные продольные линейные ряды, часто сливающиеся так, что образуются линейные бороздки. Гениталии самца отличаются тем, что срединная лопасть короче половины длины боковых лопастей, широкая и апикально усечённая, а боковые лопасти удлинённые, апикально несколько расширенные и с плотным рядом удлинённых волосков на апикомедиальной поверхности. Этот вид похож на представителей группы Desmopachria portmanni, особенно на Desmopachria grammosticta, который также имеет линейные серии пунктировок надкрылий. Однако Desmopachria lineata не имеет характерного полового диморфного простернального отростка, присущего видам группы Desmopachria portmanni (включая Desmopachria grammosticta). Простернальный отросток у самцов Desmopachria lineata не раздвоен с медиальной ямкой, вместо этого он похож на отросток у самок. Это необычный вид, который фонетически похож на представителей группы Desmopachria portmanni, но у него отсутствует раздвоенный простернальный отросток у самцов. Тело широко овальное и выпуклое профиль; лабиальные щупики зазубренные апикально; заднебоковой угол переднеспинки острый; простернальный отросток резко заострен.